# 哈爾·沃里斯
哈爾·沃里斯（英語：Hal B. Wallis，1898年9月14日—1986年10月5日），美国电影制片人。从20世纪20年代到70年代之间制作了400部电影。曾为华纳兄弟公司、派拉蒙公司、环球电影公司等好莱坞公司工作过。他制作的电影总共获得了121项奥斯卡金像奖提名并捧回32座奥斯卡小金人。他最著名的作品包括《北非谍影》以及《大地惊雷》。他亦曾获得过金球奖终身成就奖。

## 生平
沃里斯出生于芝加哥，后来他们家搬到了洛杉矶。14岁那年他就不得不辍学打工以补贴家用。1922年他在洛杉矶华纳公司的宣传部找到了一份工作。1925年他成为了宣传主管，31年时开始拍摄电影，1942年他所制作的北非谍影获得了当年的奥斯卡最佳影片奖。不过实际上当年沃利斯对华纳公司并不十分满意，例如北非谍影颁发奥斯卡最佳影片奖时，华纳公司的老板杰克·华纳代替他上台领奖。1947年，和沃里斯关系较好的副总裁约瑟夫H.哈森（Joseph H. Hazen）同他一起从华纳公司辞职来到派拉蒙公司。两人后来合伙成立了用他们自己名字命名的制片公司，沃里斯担任总裁而Hazen担任副总裁兼财务主管。不过两人最终由于财务问题而于1952年解散，公司解散后他们还是会时不时合作拍摄影片。正是在这段时间，两人开始同著名歌手猫王进行合作，他们在派拉蒙公司底下以独立制作人的身份制作猫王电影，并且享有一定的版权。两人之中沃里斯所拥有的权利更大，不过哈森也会发表他自己的意见。在他们两看过猫王的试镜后，都觉得猫王可以在演艺事业上有所发展。只不过哈森觉得猫王可以成为专业的电影演员，而沃里斯的意见则是观众无法接受一个不停拍戏的猫王。60年代他又开始为环球电影公司拍摄影片